# Grand Junction (Iowa)
Grand Junction é uma cidade localizada no estado americano de Iowa, no Condado de Greene.

## Demografia
Segundo o censo americano de 2000, a sua população era de 964 habitantes.
Em 2006, foi estimada uma população de 903, um decréscimo de 61 (-6.3%).

## Geografia
De acordo com o United States Census Bureau tem uma área de
2,5 km², dos quais 2,5 km² cobertos por terra e 0,0 km² cobertos por água. Grand Junction localiza-se a aproximadamente 343 m acima do nível do mar.

## Localidades na vizinhança
O diagrama seguinte representa as localidades num raio de 16 km ao redor de Grand Junction.